# Ruleta
Ruléta je igralniška igra na srečo. Ime ruleta na Slovenskem običajno označuje francosko ruleto, ki ima 37 številk, ameriška različica pa ima 38 številk. Igra poteka tako, da igralci stavijo na polja, krupje zavrti kolo rulete, v enega od oštevilčenih žepkov naključno pristane kroglica in s tem določi zmagovalno številko nakar krupje izplača dobitke.
Številke na ruleti so od 1 do 36, obarvane so rdeče ali črno. Polega tega pa je na kolesu še zelena ničla (0), pri ameriški ruleti pa še dvojna ničla (00).
Dobitek pri stavi neposredno na številko je 35:1, verjetnost dobitka pa je seveda 37:1. Poleg tega je možno še več drugih stav.
Ruleta je ena izmed najbolj priljubljenih in vznemirljivih iger na srečo v igralnicah po vsem svetu. Gre za igro, ki združuje elemente sreče, strategije in napetosti ter privablja igralce vseh starosti. 

## Vrste rulete
Obstajata dve glavni vrsti rulete - evropska ruleta in ameriška ruleta. Razlika med njima je v številu žepov. Evropska ruleta ima 37 žepov (36 številk in en nič), medtem ko ameriška ruleta ima 38 žepov (36 številk, ena nič in ena dvojna nič). Razlika na prvi pogled ni velika, vendar ima ameriška ruleta znatno nižje možnosti za zmago, saj povečuje prednost hiše.
Poleg evropske in ameriške rulete obstajajo tudi druge vrste rulete, kot so francoska ruleta, mini ruleta in večigralna ruleta. Vsaka od teh različic ima svoje edinstvene lastnosti in pravila ter se igra na različnih vrstah koles. Kljub temu pa je cilj igre vedno enak - uganiti, na katero številko ali barvo bo padla žoga.

## Pravila
Pravila rulete so preprosta. Igralci lahko stavijo na posamezne številke, skupine številk, barve in druge kombinacije. Možne stave so črne ali rdeče barve, lihe ali sode številke, številke 1-18 ali 19-36 in številke v stolpcih. Začetnikom se priporoča, da začnejo z manjšimi stavami, da se izognejo velikim izgubam. Ko igralec postavi svoje stave, se kolo zoži in žoga se vrže v smeri nasprotni od kolesa. Dealer nato določi zmagovalno številko in uspešni igralci prejmejo svoj dobiček.
Igranje rulete lahko prinese veliko zabave in napetosti, vendar je treba vedeti svoje meje in biti pri igri previden. Kot pri vsaki obliki hazardnih iger so lahko tudi izgube pri ruleti velike, zato se je pomembno zavedati svojih omejitev. Če se igrate v igralnicah, pa je pomembno vedeti tudi, da si postavite proračun in upoštevate svoje cilje. Skratka, igranje rulete lahko predstavlja zabavno in vznemirljivo izkušnjo, če se igralsko ravnanje izvaja odgovorno in pošteno.